# شنان (نبات)
الأشنان أو الشَّنَّان أو الترتير أو العجرم (باللاتينية: Anabasis) جنس نباتي يضم حوالي 29 نوعاً من النباتات البرية العشبية.
للشنان أنواع عدة أهمها وأكثرها انتشاراً الشنان السوري (باللاتينية: Anabasis syriaca) والشنان عديم الأوراق (باللاتينية: Anabasis aphylla).

## الأهمية الاقتصادية والطبية
يحتوي نبات الشنان على مجموعة من القلويدات تتركز في ثماره حيث تبلغ نسبتها نحو2ـ 3%، وأهمها قلويد الأنابازين anabasine وهو سائل طيار شديد السمية، وقلويدات متبلورة أخرى مثل الأفيلين aphylline والأفيليدين aphyllidine واللوبينين lupinine.
لثمار الشنان، والنبات عموماً، استخدامات مختلفة، فميتيل الأنابازين منشط تنفسي، وكبريتات الأنابازين مبيد حشرات، وتستعمل مادة أولية لإنتاج الفيتامين PP. ويستخدمه البدو في غلي الثياب لغناه بكربونات الصوديوم والبوتاس.
الشنان من النباتات السامة، ويؤدي تناوله إلى تسريع خفقان القلب ودوار واضطراب في الرؤية وزيادة إفراز اللعاب.
قيمته العلفية غير مرتفعة واستساغته ضعيفة ، ترعاه الجمال بعد يباسه، وقد ترعاه الحيوانات الأخرى في سني الجفاف الشديد مما يؤدي إلى موتها. وتفقد الفروع سميتها بفعل الصقيع الذي يخرب الأنابازين، فتستطيع الحيوانات آنذاك أن تأكلها.

## احتياجاته البيئية
يعيش الشنان في المناطق الجافة وشبه الجافة حيث تقل معدلات أمطارها عن 200مم سنوياً. ويتحمل ارتفاع الحرارة ويتأثر بالصقيع، وتراوح درجة الحرارة المثلى للنموبين 15 و18 ْم في أواخر شهر نيسان. والنبات محب للضوء وخاصة في مرحلة الإزهار والتلقيح. يعيش في مختلف أنواع الترب وخاصة في الترب الطينية أو الطميية، ويتحمل درجة عالية من الملوحة.
ينتشر الشنان في مختلف مناطق بادية الشام، فينمو في الفرقلس وحوض الدو ووادي السوق وحسياء (بادية حمص) كما ينمو في وادي حمّار (شمال غربي البوكمال)، وفي عدرا والضمير والنبك في بادية ريف دمشق.
ينتشر الشنان برياً في العديد من دول العالم وخاصةً في الوطن العربي. ونادراً ما يزرع لأغراض اقتصادية. ويمكن إكثاره بالبذور التي تزرع في شهري آذار ونيسان بعد زوال خطر الصقيع الربيعي، ويحتاج الهكتار إلى نحو 5 ـ10كغ بعد تحضير سطح التربة وطمر البذور وقبيل الهطل المطر.

## من أنواعهالواطنةفي الوطن العربي
- الشنان الجاف (باللاتينية: Anabasis aretioides) في المغرب العربي
- الشنان السوري (باللاتينية: Anabasis syriaca)
- الشنان الشُعيري (باللاتينية: Anabasis setifera)
- الشنان العرباوي (باللاتينية: Anabasis oropediorum)
- الشنان المفترش (باللاتينية: Anabasis prostrata)
- الشنان المفصلي (باللاتينية: Anabasis articulata)

## من أنواعه غير الموجودة في الوطن العربي
- الشنان الإيراني (باللاتينية: Anabasis iranica)
- الشنان التركستاني (باللاتينية: Anabasis turkestanica)
- الشنان الجبسي (باللاتينية: Anabasis gypsicola)
- الشنان الجيري (باللاتينية: Anabasis calcarea)
- الشنان العالي (باللاتينية: Anabasis elatior )
- الشنان قصير الأوراق (باللاتينية: Anabasis brevifolia)
- الشنان قليل الأوراق (باللاتينية: Anabasis paucifolia)
- الشنان الكريتاسي (باللاتينية: Anabasis cretacea)
- الشنان عديم الأوراق (باللاتينية: Anabasis aphylla)
- الشنان المتفرع (باللاتينية: Anabasis brachiata) في القوقاز
- الشنان المتقزم (باللاتينية: Anabasis truncata)
- الشَّنَّان اليوجيني (باللاتينية: Anabasis eugeniae) في القوقاز